# Funaria subimmarginata
Funaria subimmarginata är en bladmossart som beskrevs av Jules Cardot och Potier de la Varde 1923. Funaria subimmarginata ingår i släktet spåmossor, och familjen Funariaceae. Inga underarter finns listade i Catalogue of Life.